# Chaetomium cymbiforme
Chaetomium cymbiforme är en svampart som beskrevs av Lodha 1964. Chaetomium cymbiforme ingår i släktet Chaetomium och familjen Chaetomiaceae.   Inga underarter finns listade i Catalogue of Life.